# ドーハラウンド
ドーハラウンド（ドーハラウンド、Doha Round）は、貿易障壁をとり除くことを目的として世界貿易機関（WTO）が主催する多角的貿易交渉である。一般に、ドーハ・ラウンド（Doha Round）の名称が使用されることが多く、日本の外務省もHPで「ドーハ・ラウンド交渉」とし、WTO自体もHPにおいて、Doha Roundの名称を使用しているが、正式（semi-officially）な名称はドーハ開発アジェンダ（Doha Development Agenda）である。これは、「ラウンド」の名称を使用することに開発途上国が反発したためである。

## 概要
ドーハラウンドは2001年のカタールのドーハにおけるWTOの第4回閣僚会議において開始が宣言された。2003年のメキシコのカンクンにおけるWTOの第5回閣僚会議においては、閣僚宣言案が採択されず、中断と再開を繰り返した末、ジュネーブで行われた第8回WTO閣僚会議（2011年12月17日）で「交渉を継続していくことを確認するものの、近い将来の妥結を断念する」（議長総括）となり事実上停止状態となり、部分合意等の可能な成果を積み上げる「新たなアプローチ」の採用が合意された。
その後、2013年のバリ島における第9回閣僚会議で、貿易円滑化協定を含む、貿易円滑化・農業・開発の３分野の部分合意及びＤＤＡの今後の作業計画策定を内容とする「バリ合意」が成立し、2014年7月まで貿易円滑化協定をWTO協定に加える（附属書1Aに追加）するための文書を一般理事会で採択すべきとされた。しかしインドが合意を蒸し返す状態で反対したため期限までに採択できなかった。その後食糧備蓄への補助金の問題で先進国側が譲歩することでようやくインドが合意し、2014年11月27日の一般理事会で貿易円滑化協定が採択された。WTO加盟国の3分の2が改正を受諾した日に発効することになっており、2017年2月22日にこの要件を満たし、協定が発効した。

## 交渉の状況
ウルグアイ・ラウンドでも難航した、農作物分野での交渉は、自由貿易を推進するケアンズグループやアメリカの輸出国グループと、助成金を多用するEUや純食料輸入国からなる日本やスイスなど国内保護重視のグループ（G10)、そして特別な保護を要求する発展途上国（G4ブロックによって代表されるG20発展途上国諸国やG33）の鼎立状態により議論が膠着した。さらに新興国（中国、インド、ブラジル等）と米国の対立は様々な分野でおきた。そのため、バリ合意による貿易円滑化協定の発効以外主だった動きはない。
WTOを主体とした自由貿易体制の構築を目指していた日本は、経済戦略の見直しを求められており、WTO体制を補完するEPA/FTA交渉（TPP等）への積極的取組、有志国（プルリ）交渉（情報技術協定〈ITA拡大〉、新サービス貿易協定〈TiSA〉、環境物品自由化交渉など）も推進としている。

## GATT/WTOの多角的貿易交渉
- 第1回（1948年、ジュネーヴ）
- 第2回（1949年、アヌシー）
- 第3回（1951年、トーキー）
- 第4回（1956年、ジュネーヴ）

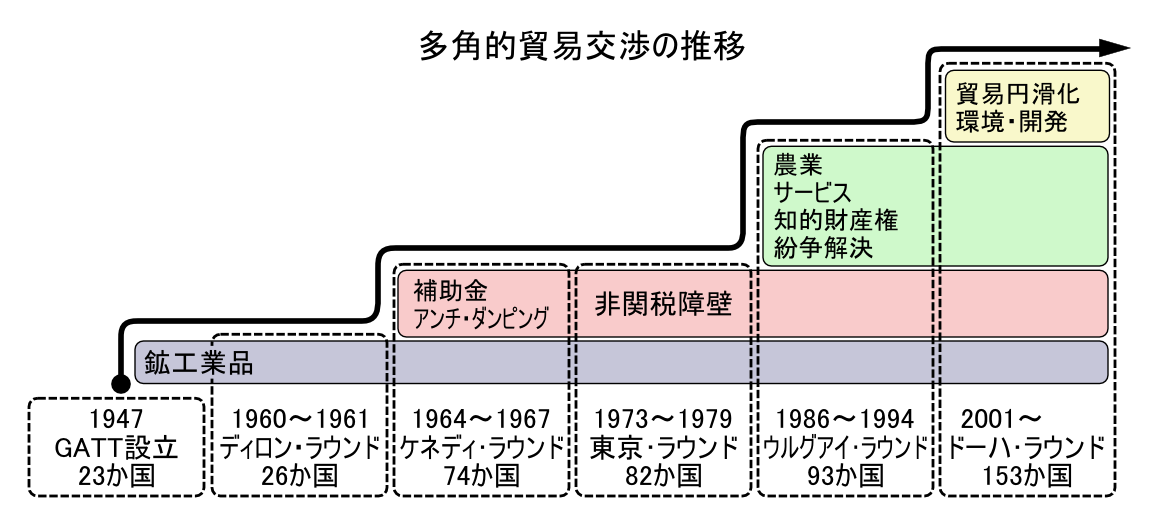
多角的貿易交渉の推移

- 第5回 ディロン・ラウンド（1960年-1961年）
- 第6回 ケネディ・ラウンド（1964年-1967年）
- 第7回 東京ラウンド（1973年-1979年）
- 第8回 ウルグアイ・ラウンド（1986年-1994年）
- 第9回 ドーハラウンド（2001年-）